# أنجيلا جيريا
أنجيلا خيريا (بالإسبانية: Ángela Jeria) (1926 - 2020)، هي عالمة آثار تشيلية. وهي والدة رئيسة دولة التشيلي ميشال باشليت، وزوجة الجنرال التشيلي ألبرتو باشليت الذي توفي بعد تعرضه للتعذيب أثناء فترة الدكتاتورية التي قادها الديكتاتور الجنرال أوغستو بينوشيه. وهي حفيدة المهندس الزراعي ماكسيمو جيريا أول مهندس زراعي تشيلي.
ولدت في 22 أغسطس 1926 في تالكا، شيلي. في عام 1945 تزوجت من الجنرال ألبرتو باشليت كان لديهم طفلان: ألبرتو (مواليد1946) وفيرونيكا ميشيل (مواليد1951).
عملت جيريا لعدة سنوات في جامعة تشيلي ، وفي جامعة التحرير (1948-1958)، وبعد أن أصبحت مديرة الشؤون المالية في الجامعة قررت دراسة الآثار في نفس الجامعة عام 1969.
توفيت يوم 2 يوليو 2020 بمدينة سانتياغو.